# Kisebbségi humánum
Kisebbségi humánum – a Kárpát-medencében élő magyar kisebbség demokratikus törekvéseinek egyik kulcskifejezése. A nemzeti kisebbségeknek helyzetükből következő természetes igénye a humánum; ezt Kacsó Sándor így fogalmazta meg: "...kisebbségi nép csak humanista politikát vallhat magáénak, vagyis olyan világszemléletű politikai irányzatot, amelyben a humánum elvei a leginkább érvényesülhetnek. Ezen a síkon találkozhatik a világ legnagyobb szellemiségeivel s oldala mellett érezheti a haladást parancsoló történelmi erőket."
A kisebbségi humánum mint erkölcsi követelmény kialakulási folyamatát már Paál Árpád publicisztikája jelezte. Szerinte a kisebbségek "a népek lelke diplomáciájának az alakulatai, hogy felkeltsék és folytonossá tegyék a minden irányú népszövetség megvalósulását". Hasonlóan programadó Kuncz Aladár bevezető írása az Erdélyi Helikon első számában (1928): "A kisebbség csak politikában kisebbség, irodalmában és műveltségében maga az egyetemesség." Az e tételből fakadó eszményi hivatástudat ölt testet a transzilvanizmus Kós Károly meghirdette, földrajztudományi és történelmi érvekre támaszkodó román-magyar-szász programjában (1929). Bár ez a politikai és irodalmi hullámokat vető célkitűzés Tavaszy Sándornál a nemzetiségi "önösszeszedés" kulturális terére korlátozódott, sőt Makkai Sándor még belterjesebben a "magunk revízióját" hirdette, Jakabffy Elemér már széles Duna-völgyi összefüggésbe helyezi a kisebbségi sorsvállalást, az 1937-es vásárhelyi találkozó pedig záróhatározatában meggyőződéssel vallja, hogy "A román és magyar népre a Duna-medencében magasabb rendű közös hivatás vár." A román és magyar demokratikus erők összefogásából született Kacsó Sándor idézett állásfoglalása is a kisebbségi humánum mellett.
Új megfogalmazást évtizedekkel később Gáll Ernőnél találunk, aki a kisebbségi humánum tételét a korszerű filozófia szintjén így juttatja kifejezésre: "A nemzetiségi jövőkutatás és választott értékrendje a prospektív humanizmus emberközpontú szemléletét s azokat az értékeket vallja magáénak, amelyeknek érvényesülése a nemzetiség létét és fejlődését szavatolja."
Eszmetörténeti munkájában Pomogáts Béla a kisebbségi humánumot nemcsak az erdélyi magyarság szellemi erőgyűjtésének és önvédelmének, hanem a közép- és kelet-európai régió fontos eszközének is minősítette, a béke és újjáépülés demokratikus folyamatában. Értékelése szerint ez az ideológia "nem egyszerűen megvalósíthatatlan utópiák foglalata, utópiáké, amelyeket a történelem általában félresöpör. Inkább erkölcsi követelmény, mely akkor is érvényes, ha az aktuális politikai gyakorlat szembehelyezkedik vele." Szerinte manapság történelmi távlatban van szerepe.
A kisebbségi élet nyomása alatt megszülető erkölcsi többletet mint "gyöngykagyló-szindrómát" elemezve Cs. Gyímesi Éva végigvezette a kisebbségi humánum kialakulásának történetét Ligeti Ernőtől Kuncz Aladáron és Makkai Sándoron át Farkas Árpádig. Felfogása szerint ez az eszmény közel áll a kereszténység szenvedéskultuszához, s olyan értéktudat, amelyben nem áll fenn "a szabadság és az önmegvalósítás dialektikus egyensúlya."